# Красный Борец (Орловская область)
Кра́сный Боре́ц — посёлок в Мценском районе Орловской области России. Входит в состав Подберёзовского сельского поселения.

## География
Посёлок находится в северной части Орловской области, в лесостепной зоне, в пределах центральной части Среднерусской возвышенности, на левом берегу реки Зуша, к юго-востоку от города Мценск, административного центра района.
Климат
Климат характеризуется как умеренно континентальный с умеренно морозной зимой и теплым, иногда жарким летом. Средняя многолетняя температура самого холодного месяца — января, составляет −9,4 °С, температура самого теплого +19 °С.
Часовой пояс
Посёлок Красный Борец, как и вся Орловская область, находится в часовой зоне МСК (московское время). Смещение применяемого времени относительно UTC составляет +3:00.

## Население
| 2010 |
| ---- |
| 91   |

Половой состав
По данным Всероссийской переписи населения 2010 года, в гендерной структуре населения мужчины составляли 39,6 %, женщины — соответственно 60,4 %.
Национальный состав
Согласно результатам переписи 2002 года, в национальной структуре населения русские составляли 99 % из 91 чел.